# Alchemilla transcaucasica
Alchemilla transcaucasica é uma espécie de rosácea do gênero Alchemilla, pertencente à família Rosaceae.